# Anayama Nobukimi

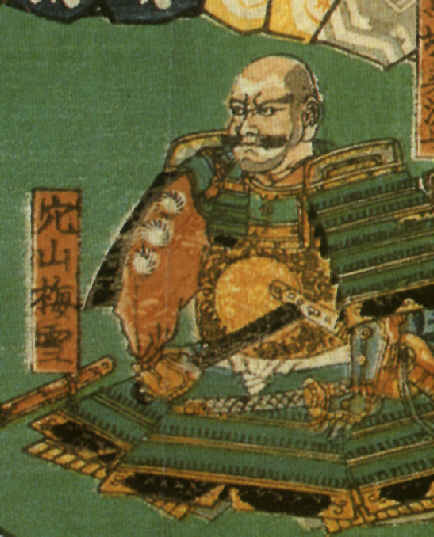
Anayama Baisetsu

Anayama Nobukimi (Japans: 穴山信君, Anayama Nobukimi) (1541 - 1582), ook bekend als Baisetsu Nobukimi, was een samoerai uit de late Sengoku-periode. Hij was een zoon van Anayama Nobutomo en een neefje van Takeda Shingen. Hij verwierf faam als een van de Vierentwintig generaals van Takeda Shingen.
Anayama vocht voor zijn oom in Slag bij Kawanakajima (1561) en de Slag bij Mikatagahara (1573). Na de dood van Takeda Shingen in 1573 vocht hij onder diens zoon, Takeda Katsuyori, in de Slag bij Nagashino (1575), alvorens over te lopen naar diens vijand, Tokugawa Ieyasu. Tokugawa beloonde Anayama voor zijn diensten met de heerschappij over de provincie Kai. Hij werd echter kort hierna gedood door sympathisanten van de Takeda. 
In 1569 gaf Takeda Shingen Anayama een kasteel te Ejiri en een stuk land in de pas veroverde provincie Suruga. Onder Takeda Katsuyori hield hij wederom een belangrijke plaats in de hiërarchie van de Takeda, en hij voerde een grote troepenmacht aan in de Slag bij Nagashino in 1575. Het scheen alsof hij een onenigheid had gekregen met Katsuyori, wat mogelijk een factor was toen hij besloot de Takeda te verlaten en zich bij Tokugawa Ieyasu te voegen. Enkele maanden later vergezelde hij Tokugawa naar de regio van de hoofdstad waar hij gedwongen was te vluchten nadat Akechi Mitsuhide in opstand was gekomen. Hij nam een andere route terug dan Ieyasu en de anderen en werd gedood. Een legende stelt dat wraakzuchtige troepen loyaal aan Takeda de moord hadden gepland na hem wekenlang te hebben getraceerd. 
Anayama had een zoon, Anayama Nobukimi, die slechts vijftien jaar oud is geworden, 1572 tot 1587.